# Wjatscheslaw Alexandrowitsch Nikiforow
Wjatscheslaw Alexandrowitsch Nikiforow (belarussisch Вячасла́ў Алякса́ндравіч Нікі́фараў, russisch Вячеслав Александрович Никифоров; * 13. August 1942 in Wesjoloje, Bezirk Adler des Kurorts Sotschi, Region Krasnodar) ist ein sowjetischer, weißrussischer und russischer Regisseur, Drehbuchautor, Schauspieler und Lehrer.

## Biografie
Nikiforow wurde am 13. August 1942 im Dorf Wesjoloje, heute im Bezirk Adler des Kurorts Sotschi, Region Krasnodar, RSFSR geboren. Von 1957 bis 1959 studierte er am Abendtheater- und Schauspielstudio des Republikanisch-Russischen Theaters in Ulan-Ude. 1969 absolvierte er die Regieabteilung der WGIK (Werkstatt von Lew Wladimirowitsch Kuleschow und Alexandra Sergejewna Chochlowa). In den Jahren 1959 bis 1963 war er Schauspieler in Theatern in Abakan und Rjasan. Seit 1968 ist er Filmschauspieler. Von 1986 bis 1994 war er Erster Vorstandssekretär, Vorsitzender und Co-Vorsitzender der Weißrussischen Vereinigung der Kameraleute.

## Auszeichnungen
- Verdienter Künstler der Weißrussischen SSR (1981)
- Staatspreis der UdSSR (1986)

## Filmografie als Regisseur
- 1969: Prinzessin Luska's Ufer (Fernsehfilm)
- 1972: Eisvogel
- 1973: Brot riecht nach Schießpulver
- 1976: Der Sohn des Vorsitzenden
- 1978: Am Straßenrand
- 1980: Ruhiger Dreier
- 1981: Frusa
- 1983: Väter and Söhne
- 1985: Großes Abenteuer
- 1986: Staatsgrenze. Jahr einundvierzig
- 1988: Der edle Räuber Wladimir Dubrowskij
- 1993: Meine Seele, Maria
- 1999: Ranger der Nuklearzone
- 2000: Reich unter Beschuss (Serie „Bastard“)
- 2001: Tödliche Kraft (Staffel 3) (Folge „Chinatown)“
- 2003: Special Forces 2 (Serie „Acolyte“)
- 2004: Karussell
- 2004: Auf einer namenlosen Höhe
- 2006: Höhe 89
- 2006: Kapitänskinder
- 2008: Hexendoktor
- 2010: Katinos Glück
- 2011: Flucht-2
- 2011: Gruppe des Glücks
- 2013: Wir schwören zu schützen
- 2014: Henker
- 2017: Verwirrt (Fernsehserie)
- 2017: Tum Pabi Dum